# Arachnodes dichrous
Arachnodes dichrous är en skalbaggsart som beskrevs av Renaud Maurice Adrien Paulian 1976. Arachnodes dichrous ingår i släktet Arachnodes och familjen bladhorningar. Inga underarter finns listade.